# 1208 Troilus
Az 1208 Troilus (ideiglenes jelöléssel 1931 YA) a Naprendszer kisbolygóövében található aszteroida. Karl Wilhelm Reinmuth fedezte fel 1931. december 31-én, Heidelbergben. A Jupiter pályáján keringő Trójai csoport tagja.